# Дерматит
Дерматит (на гръцки: δερματίτις – „(болест) на кожата“ от δέρμα – „кожа“) или екзема (на гръцки: ἔκζεμα – „обрив“) е възпаление на кожата, която е покривката на тялото при хора и животни. Характеризира се с болка, зачервяване, подуване, парене и сърбеж, а в тежки случаи напукване и кървене. Терминът екзема се използва за описание на атопичния дерматит.
При различните езици дерматитът и екземата се приемат за синонимни названия. В други обаче дерматитът е острото възпаление на кожата, а екземата е хроничното.